# Саут Гринфилд (Мисури)
Саут Гринфилд (енгл. South Greenfield) град је у америчкој савезној држави Мисури.

## Демографија
По попису из 2010. године број становника је 90, што је 46 (-33,8%) становника мање него 2000. године.
| Група             | 2000.       | 2010.      |
| Белци             | 135 (99,3%) | 87 (96,7%) |
| Афроамериканци    | 0 (0,0%)    | 0 (0,0%)   |
| Азијати           | 0 (0,0%)    | 0 (0,0%)   |
| Хиспаноамериканци | 0 (0,0%)    | 0 (0,0%)   |
| Укупно            | 136         | 90         |